# コンポジット推進薬
コンポジット推進薬（コンポジットすいしんやく、英: Composite Propellant）は、燃料と酸化剤が混合後も不均質になっている不均質系推進薬のうち、酸素を含んだ微粒子と炭化水素系ポリマーからなる推進薬である。
代表的なものとして酸化剤には過塩素酸アンモニウム、燃料にはHTPB（末端水酸基ポリブタジエン）がある。過塩素酸アンモニウムは燃焼時に大量の塩化水素が生じるなど発射後に毒性が強いガスが多量に拡散する問題を抱えており、代替品の開発が急がれている。

## JAXAのSRB-Aが使用するコンポジット推進剤（BP-207J）の燃料成分
| 酸化剤 | 過塩素酸アンモニウム（Ammonium Perchlorate:AP）                    | 68% |
| 燃料剤 | 末端水酸基ポリブタジエン（Hydroxyl-Terminated PolyButadiene:HTPB） | 14% |
| 助燃材 | アルミニウム粉末（ALuminium:AL）                                   | 18% |

この他に酸化鉄（Fe2O3）が0.1 %（外割）含まれている。

## 添加剤
燃料剤と酸化剤以外にも様々な添加剤が使用されている。
硬化剤
トリレンジイソシアネート
ヘキサメチレンジイソシアネート
イソホロンジイソシアネート
ジメリルジイソシアネート
可塑剤
ジオクチルアジペート
トリメチロールエタントリナイトレート
燃焼触媒
酸化鉄粉末
オキサミド
金属燃料
アルミニウム粉末
ボロン粉末
マグネシウムとナトリウムの塩化物
振動燃焼抑制剤
炭化ジルコニウム
酸化ジルコニウム

## 製造法
モーターケースに直接注入する直填式と鋳型に注入してから推進薬の塊をモーターケースに入れるブロックポンディング方式がある。

### 直填式の製造工程
1. 前処理
  1. 燃焼室の壁面が火炎に触れないように内側に推進剤と同成分のライナを塗布する。
2. 予混和
  1. 燃料剤と添加剤を混ぜて捏ね合せておく
3. 酸化剤処理
  1. 酸化剤の粒子直径をそろえる
4. 混和
  1. 燃料剤と酸化剤に硬化剤を添加して捏ね合せる
  2. この時に気泡の除去なども行う
5. 注入
  1. 型に注入する、一般的には真空注入法が用いられる
6. 硬化
  1. 温度を50℃〜60℃に保った状態で硬化させる
7. 離型
  1. 推進薬の薬内孔を形成する型を引き抜く
8. トリミング
  1. 設計通りの寸法になるように切断する
  2. 薬剤の表面処理なども行う

## 製造メーカー
- 日油
- ダイセル